# Americium(IV)fluoride
Americium(IV)fluoride is de chemische verbinding tussen americium en fluor met de formule {\displaystyle {\ce {AmF4}}}. De zogenaamde tetrafluoride is een bruinige vaste stof. In vast {\displaystyle {\ce {AmF4}}} zijn de americium-ionen gecoördineerd met 8 fluor-ionen, die met elkaar verbonden zijn via dubbel coördinerende fluor-ionen.
In vast {\displaystyle {\ce {^{241}PuF4}}} ontstaat door radioactief verval na verloop van tijd (1.5% per dag) een hoeveelheid {\displaystyle {\ce {^{241}AmF4}}}. Dit stoort bij het gebruik van plutonium in kernwapens en kernreactoren. Door het materiaal bloot te stellen aan fluorgas wordt
{\displaystyle {\ce {PuF4}}} omgezet in gasvormig plutonium(VI)fluoride, {\displaystyle {\ce {PuF6}}}. {\displaystyle {\ce {^{241}AmF4}}} wordt niet omgezet in een gasvormige component, maar blijft achter in het residu. Het verzamelde gas kan vervolgens, vrij van {\displaystyle {\ce {^{241}AmF4}}}, gereduceerd worden tot vrijwel zuiver {\displaystyle {\ce {^{241}PuF4}}}.